# Koszmosz–1106
A Koszmosz–1106 (oroszul: Космос–1106) szovjet Zenyit-2M típusú felderítő műhold.

## Küldetés
Szabványosított műhold. Áramforrása kémiai. Technikailag a Zenyit-2M műholdcsalád tagja. Kialakított pályasíkja mentén fototechnikai felderítést végzett. A Szovjetunió  nemzetgazdasága különféle ágainak érdekeiben természeti erőforrás-vizsgálatokat végzett nemzeti és Interkozmosz együttműködésben. Tanulmányozta a Föld jégviszonyait, illetve egy gamma-sugár-kristály és szcintillációspektrométer segítségével atomkísérletek ellenőrzését végezte.

## Jellemzői
1979. június 12-én Pleszeck indítóállomásról egy Szojuz–U (8K71) típusú hordozórakétával juttatták Föld körüli, közeli körpályára. Az orbitális egység pályája 81,4 perces, 89,1 fokos hajlásszögű, elliptikus pálya-perigeuma 222 kilométer, apogeuma 264 kilométer volt. Hasznos tömege 5500 kilogramm. Aktív szolgálati ideje 13 nap volt, 1979. június 25-én filmkapszulája sikeresen visszatért a Földre.

## Külső hivatkozások
- Koszmosz–1106. nasa.gov. (Hozzáférés: 2012. november 27.)